# Кашина ла Нуова (Бергамо)
Кашина ла Нуова је насеље у Италији у округу Бергамо, региону Ломбардија.
Према процени из 2011. у насељу је живело 40 становника. Насеље се налази на надморској висини од 169 м.